# BTR-80
BTR-80 je osemkolesno oklepno vozilo (8x8), ki ga izdeluje tovarna Arzamas iz mesta Nižni Novgorod v Rusiji. Namenjeno je za prevoz vojakov na bojišče in bližnjo podporo pehoti. Sekundarne naloge vozila so tudi izvidništvo in patruljno delovanje.

## Opis
V osnovni izvedbi je na vozilo nameščena kupola s težkim 14,5 mm mitraljezom in sovprežnim lahkim mitraljezom kalibra 7,62 mm.
Na bokih vozila so nameščene posebne kroglaste vrtljive odprtine, skozi katere lahko pehota sodeluje pri napadu ali obrambi vozila. štiri take odprtine so na desnem, tri pa na levem boku. Poleg teh odprtin so na oklepljenih vratih na bokih in strehi prav tako manjše odrtine skozi katere lahko pehota strelja.
Vozilo je radiološko, kemično in biološko varno, saj je zrak, ki prihaja v vozilo filtriran, drugače pa je vozilo povsem zatesnjeno. BTR-80 ima vgrajene tudi samodejne gasilnike požarov in vitel za samoizvlačenje. Na vsaki strani kupole so nameščeni tudi po trije metalci granat, ki zagotavljajo tudi dimno zaveso.
V vozilo je nameščen vodnohlajeni štiritaktni osemcilindrski dizelski agregat, z močjo 190 kW (260 KM). Ta zagotavlja hitrost 80 km/h na asfaltiranih cestah in 9 km/h v vodi. Vozilo je namreč amfibija, ki se lahkko premika po kopnem in po vodi. Bojni radij vozila je okoli 600 km.

## Izvedenke
- BTR-80 - oklepni transporter
- BTR-80K - poveljniško vozilo
- BTR-80A - oklepni transporter glej slike s 30 mm topom
- BTR-80S - oklepni transporter
- BREM-K oklepno izvlečno vozilo
- BMM oklepno sanitetno vozilo
- RkhM-4-01 vozilo za radiološko, kemično in biološko izvidovanje
- 2S23 Nona SVK 120mm samohodna havbica

## Uporabniki
- Afganistan
- Alžirija
- Armenija
- Azerbajdžan
- Bangladeš
- Belorusija
- Estonija
- Gruzija
- Madžarska
- Indonezija
- Kazahstan
- Kirgizistan
- Makedonija
- Moldavija
- Severna Koreja
- Rusija
- Južna Koreja
- Šri Lanka
- Tadžikistan
- Turčija
- Turkmenistan
- Ukrajina
- Uzbekistan

Julija 2006 je začela Kolumbija izdelovati lasten BTR-80 (imenovan BTR-80 Caribe).